# 波爾塔達體育場
波爾塔達體育場（西班牙語：Estadio La Portada）是一座位於智利拉塞雷納的綜合體育場。他主要用於舉行足球賽事，他也為拉塞雷納體育俱樂部的主場。它興建於1952年，可容納18243人，為了2015年美洲盃足球賽，於2015年整修。